# A NATO zászlaja
A NATO-t 1949-ben hozták létre Nyugat-Európa országai és az Egyesült Államok, eredetileg azzal a céllal, hogy egyesítsék katonai erejüket egy esetleges szovjet agresszióval szemben.
A szervezet lobogóját 1954-ben adoptálták. 
Sötétkék mezője az Atlanti-óceánt idézi, a kör az egység szimbóluma, az iránytű pedig a békéhez vezető közös útra utal, amelyen a tagállamok haladnak.